# Кирилл VI Танас
Кирилл VI Танас (в миру Серафим Танас, араб. سيريل السادس تاناس‎) — патриарх Антиохии, фактически первый глава Мелькитской грекокатолической церкви. После раскола 1724 года в Антиохийской церкви возглавил униатскую общину, перешедшую в юрисдикционное и вероучительное единство с Римско-католической церковью.

## Биография
Серафим Танас был выходцем из знатной христианской семьи, который в 1701 году был направлен на учёбу в Европу. Серафим проходил обучение в Риме, в одной из иезуитских коллегий Конгрегации пропаганды веры. В 1711 году после возвращения в Ливан, принятия монашества и священного сана он был назначен «проповедником Антиохийского престола». В 1716 году, учитывая ослабление Османской империи и растущее европейское влияние, антиохийский патриарх Кирилл V предпринял попытку сближения с Римом. Посредниками между патриархом и католиками выступили Серафим Танас, прокатолический митрополит Тиро-Сидонский Евфимий Сайфи (дядя Танаса по материнской линии) и францисканцы. В 1716—1717 годах Танас предпринял путешествие в Рим с посланием патриарха Кирилла V. Смерть патриарха Кирилла V в январе 1720 года спровоцировала борьбу за патриарший престол между епископами Евфимием Сайфи и Афанасием Даббасом. Евфимий, стремившийся латинизировать православное богослужение проиграл более осторожному Афанасию, который стал Антиохийским патриархом.
В июле 1724 года патриарх Афанасий III скончался, что вновь вызвало борьбу за Антиохийский престол между дамасской и алеппской группировками. Дамасская группировка выдвинула священника Серафима Танаса, который был хиротонисан в епископа и патриарха 20 сентября 1724 года с присвоением имени Кирилл VI. Первоначально Танас не стремился к унии с Римом, он хотел получить признание османских властей и Вселенского патриархата как легитимный Антиохийский патриарх. Алеппские христиане не поддержали избрание Танаса и выбрали своего кандидата — монаха Сильвестра. Сильвестра поддержал патриарх Константинопольский Иеремия III, который при поддержке османских властей объявил о низложении и отлучении Кирилла Танаса.
Сильвестр, поддерживаемый османскими властями прибыл в Сирию в октябре 1725 года, после чего Кирилл Танас бежал в Ливан и обосновался в монастыре Дайр-эль-Мухаллис (близ Сайды), основанном Евфимием Сайфи. Не получив признания со стороны Вселенской патриархии и властей Османской империи, Кирилл VI предпринял попытку получить признание со стороны Рима. В 1729 году папа Бенедикт XIII признал избрание Кирилла, а в 1744 году папа Бенедикт XIV даровал Кириллу паллий, что означало признание Танаса восточным патриархом, находящимся в единстве с Римской церковью. Таким образом оформился окончательный раскол Антиохийского патриархата, а часть Антиохийской православной церкви (особенно на территории современного Ливана) вступила в унию с Католической церковью. После признания Танаса со стороны Рима, с его патриаршества начинается непрерывная линия униатских патриархов мелькитов.
В последующие годы происходило становление антиохийской униатской общины, центр которой находился в Алеппо, а затем из-за преследования османских властей, центром униатов стал Горный Ливан. Кирилл Танас председательствовал на соборах своей церковной общины, проходивших в монастыре Дайр-эль-Мухаллис и в его районе (в 1730, 1731, 1736, 1751, 1756, 1759 годах), которые занимались организационными вопросами: дисциплиной, обрядностью, жизнью клириков и мирян. 19 июля 1759 года мелькитские епископы приняли отставку Кирилла VI и утвердили избрание на патриаршество иеромонаха Игнатия Джаухара с именем Афанасий IV, кандидата выбранного самим Кириллом VI. Однако четыре епископа выступили против кандидатуры Джаухара и выдвинули на патриарший престол митрополита Алеппо Максима аль-Хакима. Обе группировки в сентябре-октябре 1759 года обратились в Рим за поддержкой своего кандидата. Таким образом фактически после смерти Кирилла VI в январе 1760 года, в униатской церкви Антиохии началась затяжная смута, вызванная борьбой за власть различных кланов.